# Radamaria miselioides
Radamaria miselioides är en fjärilsart som beskrevs av Sir George Hamilton Kenrick 1914. Radamaria miselioides ingår i släktet Radamaria och familjen tofsspinnare. Inga underarter finns listade.